# Ferme-Neuve
Ferme-Neuve är en kommun och tätort (centre de population) i provinsen Québec i Kanada. Den ligger i regionen Laurentides. Kommunen hade 2 716 invånare vid folkräkningen 2021, varav 1 663 i tätorten.
Kommunen bildades 1997 genom att bykommunen village de Ferme-Neuve och den omgivande socknen paroisse de Ferme-Neuve slogs samman till en kommun.